# Lajos Kossuth
Lajos Kossuth (ungerska: Kossuth Lajos), född 19 september 1802 i Monok i komitatet
Zemplén, död 20 mars 1894 i Turin, var en advokat, politiker och under en period premiärminister i Ungern, som tillsammans med Sándor Petőfi har blivit en symbol för den ungerska revolutionen 1848–1849, mot österrikisk överhöghet. Efter att ryska trupper tagits in för att slå ner upproret, tvingades Kossuth 1849 att fly till Turkiet och tillbringade återstoden av sina dagar tillsammans med sin familj i exil - från 1859 i Italien. Han var far till Ferenc Kossuth.

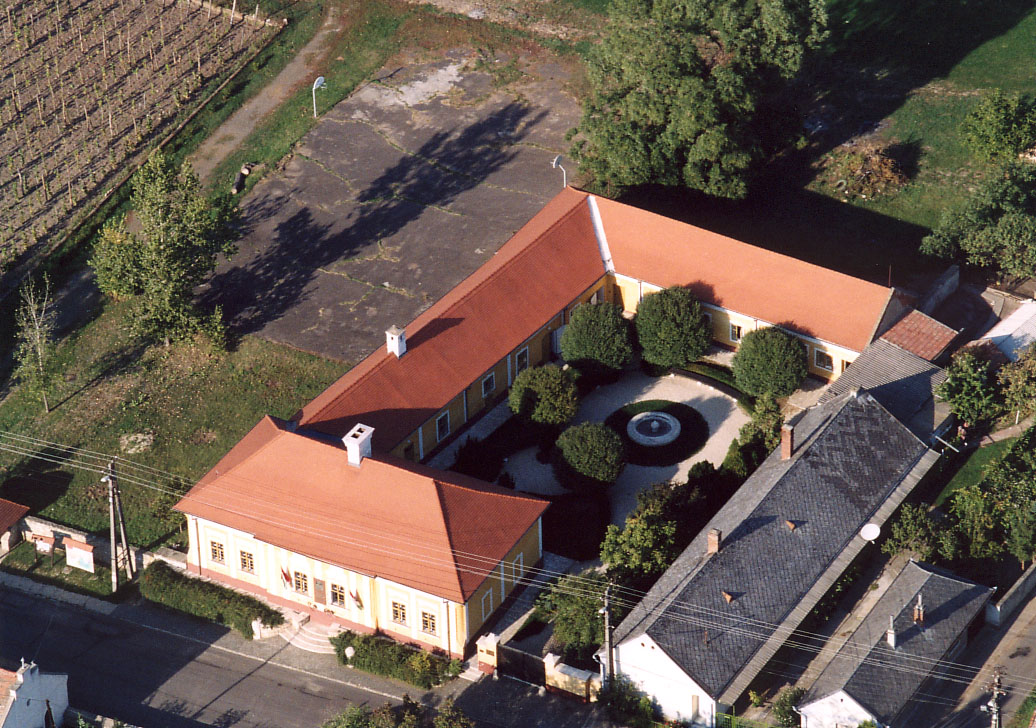
Huset i Monok där Kossuth föddes

## Biografi

### Bakgrund och utbildning
Han studerade vid protestantiska kollegiet i Sárospatak och vid universitetet i Budapest samt ägnade sig åt sin faders yrke, advokatverksamhet, från 1831 i Budapest.

## Tidig politisk verksamhet
Sin politiska bana började han 1832, då han som fullmäktig för en frånvarande magnat blev medlem av ungerska riksdagen i Pozsony (Pressburg). Han hyste redan då utpräglat liberala åsikter och var entusiastisk anhängare av den magyariska nationalismens krav på självbestämmanderätt - med herravälde andra nationaliteter - inom den ungerska kronans länder. Stort uppseende väckte de i början handskrivna, sedan litograferade redogörelser för riksdagens och komitatsförsamlingarnas förhandlingar (vilkas publicering då ännu var förbjuden), som Kossuth började utge (1832). I dem framhöll han särskilt och förbättrade även stilistiskt de liberala talarnas inlägg i debatterna samt röjde en starkt framträdande tendens att häftigt bekämpa det rådande Metternichska systemet.
Sedan riksdagen 1836 upplösts, lät regeringen arrestera Kossuth (1837). Han dömdes till fyra års fängelse för högförräderi, men återfick friheten vid den allmänna amnestin i april 1840 och började i januari 1841 utge oppositionstidningen Pesti hirlap, som genast vann vidsträckt spridning och blev en samlingspunkt för de magyariskt nationella och liberala strävandena i Ungern.
Redan tidigt kom Kossuth därvid i konflikt med de liberala magnaternas främste ledare, greve Széchenyi, vilken varnande talade om Kossuths "känslopolitik, som alstrar förvirring och slutar med inbördeskrig". Kossuth lämnade 1844 redaktionen av Pesti hirlap och ägnade sig några år, i samarbete med greve Teleki, åt organiseringen av en vitt utgrenad patriotisk förening (Vé degylet, "skyddsföreningen"), med syfte att verka för Ungerns industriella oberoende av Österrike (dess medlemmar förband sig att använda uteslutande ungerska fabrikat).
Efter en skarp valstrid valdes Kossuth hösten 1847 av komitatet Pest till ledamot av ungerska riksdagen och vann där, ej minst genom sin oemotståndligt medryckande, av ett sällsport vackert organ understödda vältalighet snart en ledande ställning inom oppositionen, vilken förut skådat upp till Széchenyi som sin självskrivna hövding.
Kossuths och oppositionens program var nu en konstitutionell magyarisk Donaumonarki, endast i personalunion förenad med Österrike; inom denna ärnade han "blott erkänna en nation under Stefanskronan", och han motsatte sig skarpt de icke-magyariska nationalitetsrörelsernas krav t. ex. i språkfrågor. Hans eget närmaste programkrav var tillsättandet av en ansvarig ungersk ministär, och han var själen i det utskott riksdagen tillsatte för att utarbeta en nedgörande kritik över det rådande österrikiska förvaltningssystemet. I glänsande tal förordade han även en mängd frisinnade reformer (de feodala bördornas avskaffande, inskränkning i adelns och prästerskapets privilegier, en omfattande skatteutjämning, religions- och tryckfrihet), som också under folkmeningens tryck våren 1848 till stor del genomfördes.

### Kossuths roll under ungerska revolutionen 1848-51
Efter Kossuths berömda tal 3 mars samma år mot "dödsvindarna från Wiens benhus" antog riksdagen med acklamation förslaget om en adress till kejsaren om tillsättande av en ansvarig ungersk ministär. Adressen framlämnades av en av studenter eskorterad deputation med greve Lajos Batthyány och Kossuth i spetsen, vilken ankom till Wien, då marsrevolutionen där stod på sin höjdpunkt, och erhöll ett triumflikt emottagande (15 mars) av Wienbefolkningcn. Kejsaren fann sig föranlåten att samtycka till riksdagens begäran (17 mars). Batthyány blev Ungerns förste konseljpresident, och efter ett misslyckat försök att utestänga Kossuth nödgades de maktägande i Wien finna sig i, att han som finansminister inträdde i den nya ministären (april), där han snart, stödd på sin växande popularitet ute bland massorna, blev den bestämmande. 
Om den våldsamma kris, som 1845-49 skakade österrikiska monarkin och för lång tid bestämde Ungerns öde, se närmare Ungern (Historia); Kossuth spelade därvid en af de allra mest framträdande rollerna och tedde sig för folkuppfattningen än mer uteslutande som förkroppslingen av den ungerska oavhängighetstanken. Då kroaterna under Josip Jelačić i samförstånd med kejserliga regeringen i Wien sökte lösslita sig från ungerska staten, genomdrev Kossuth med sitt ryktbara tal i ungerska riksdagen 11 juli ("fäderneslandet är i fara") det enhälliga beslutet om uppsättande av ett lantvärn på 200 000 man och beviljande av 42 miljoner floriner till rikets försvar.
Sedan den jämförelsevis moderate konseljpresidenten Batthyány avgått och den från Wien utsände kejserlige kommissarien greve Lamberg mördats (sept.), blev Kossuth som ordförande i det av riksdagen tillsatta nationalförsvarsutskottet Ungerns diktator, och han utövade som sådan outtröttlig verksamhet för att organisera försvaret mot kroaterna och de under Windisch-Graetz i Ungern inbrytande österrikiska trupperna. Hans syften blev därunder alltmer revolutionära, hans hat mot det österrikiska väldet och huset Habsburg oförsonligt och hans självkänsla allt starkare.

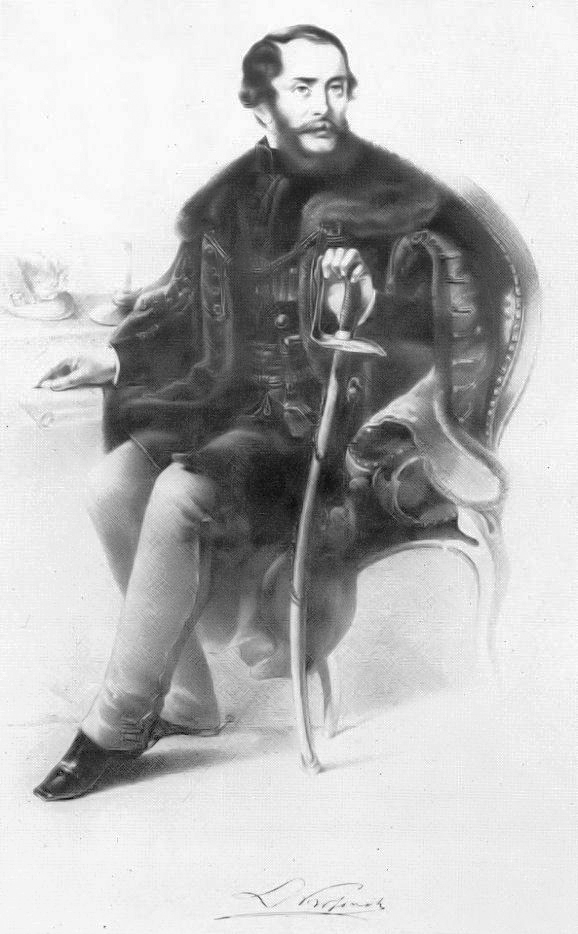
Kossuth, litografi av N. M. Illakovitz, ca 1853

Mot Kossuths varma magyariska patriotism och eldiga vältalighet svarade emellertid inte något tillräckligt mått av i denna kris erforderlig kallblodig klokhet. Sålunda råkade han i fördärvlig oenighet med general Artúr Görgey, de ungerska arméernas skickligaste officer samt tidvis deras högste befälhavare och krigsminister, och han begick i februari 1849 ett ödesdigert felgrepp, då han till högste befälhavare utsåg den polske revolutionären Dembinski, vars anlitande även ökade ryska regeringens beredvillighet att ingripa till österrikiske kejsarens hjälp mot den ungerska revolutionen. Ett förtvivlat steg var även ett av den till Debrecen undan de kejserliga härarna flyktade ungerska riksdagen på Kossuths råd fattat beslut att avsätta den habsburgska dynastin och förklara Ungern för en självständig republik (14 april 1849). Styrelsen anförtroddes provisoriskt åt Kossuth som "ansvarig guvernör-president". Då de ungerska härarna efter hjältemodiga strider dukat under för de kroatiska, österrikiska och ryska truppmassorna, överlät Kossuth diktaturen åt general Görgey (11 aug.) - för vilken inget annat återstod än att kapitulera (vid Világos, 13 augusti) - och flydde själv över turkiska gränsen (17 augusti) i hopp om att framdeles med utländsk hjälp kunna återupptaga striden. Hans sedermera i skrift ofta upprepade beskyllningar mot Görgey för förrädiskt uppgivande av den ungerska nationens sak ha av en opartisk forskning vederlagts; den var hopplöst förlorad, då Görgey av Kossuth emottog ansvaret.

### Landsflykt och senare år
Sin återstående levnad tillbragte Kossuth i landsflykt. Mot att utlämnas av turkiska regeringen åt Österrike skyddades Kossuth genom ingripande av Storbritannien och Frankrike. Efter ett par års internering (senast i Kutahia i Mindre Asien) frigavs Kossuth i aug. 1851 genom brittisk och amerikansk bemedling, företog 1851-52, hälsad av stormande hyllningar, omfattande agitationsresor i Storbritannien och USA och höll därunder oräkneliga tal mot österrikarnas framfart i Ungern, men lyckades ej i längden hålla entusiasmen för sin person vid liv. Från England fortfor han sedan i förbindelse med Mazzini och Ledru-Rollin att driva allmän demokratiskt revolutionär propaganda i hopp om gynnsam återverkan därav på Ungerns oavhängighetssträvanden.

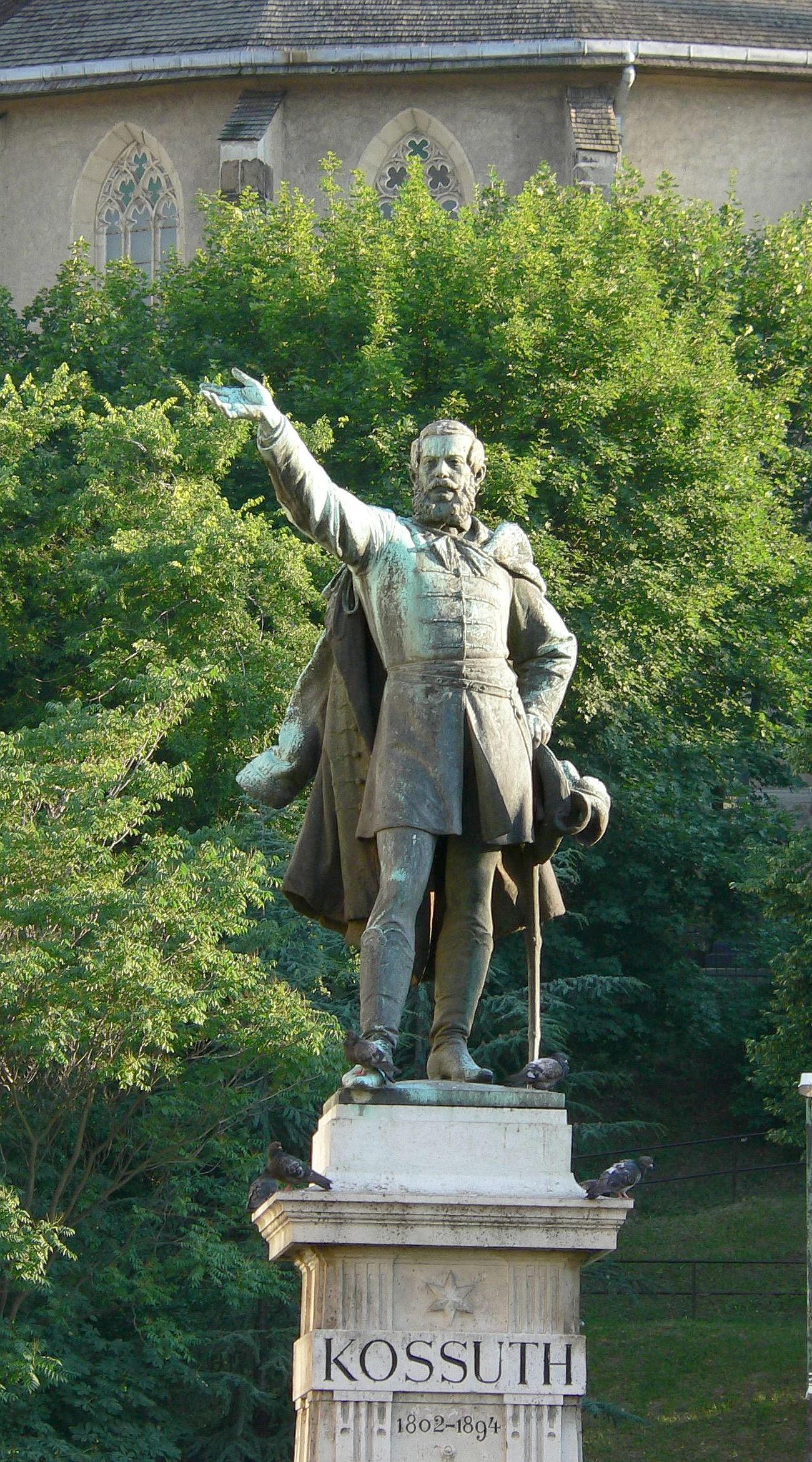
Den första ungerska statyn av Kossuth i Miskolc.

I samma syfte inlät han sig vid utbrottet av italienska befrielsekriget (1859) i hemliga förhandlingar med Napoleon III och sökte från norra Italien framkalla en ny ungersk resning mot Österrike, men nödgades efter fredspreliminärerna i Villafranca uppge försöket. En tid därefter bosatte sig Kossuth för sitt återstående liv i Turin. Han blev delaktig av den allmänna kröningsamnestien 1867, men föredrog frivillig landsflykt framför att erkänna den nya ordningen i Ungern samt avböjde både då och senare honom erbjudna mandat i ungerska riksdagen.

### Död och eftermäle
Kossuths begravning ägde under stora högtidligheter på statens bekostnad rum i Budapest l april 1894. Där har sedan genom nationalsubskription ägnats honom ett dyrbart mausoleum, och statyer över Kossuth ha rests i ett tjugotal ungerska städer.
Lajos Kossuth är en av Ungerns mest kända historiska gestalter. Han har bland annat fått ge namn åt Kossuthpriset (ungerska: Kossuth-díj), Ungerns främsta litterära utmärkelse.